# Montecristi (Ecuador)
Montecristi es una ciudad ecuatoriana; cabecera cantonal del Cantón Montecristi, así como la tercera  urbe más grande y poblada de la Provincia de Manabí. Se localiza al centro de la región litoral de Ecuador, en las faldas del cerro homónimo, a una altitud de 140 m s. n. m. y con un clima seco tropical de 25 °C en promedio.
Es llamada "Cuna de Alfaro" porque en esta población, el 25 de junio de 1842 nació Eloy Alfaro, el caudillo que inició y consolidó la revolución liberal de Ecuador. En el censo de 2022 tenía una población de 71.066 habitantes, lo que la convierte en la vigésima segunda ciudad más poblada del país. Forma parte de la área metropolitana de Manabí Centro, pues su actividad económica, social y comercial está fuertemente ligada a Portoviejo y Manta, siendo "ciudad dormitorio" para miles de personas que se trasladan a ambas urbes por vía terrestre diariamente. El conglomerado alberga a 790.960 habitantes y ocupa la cuarta posición entre las conurbaciones del Ecuador. 
Sus orígenes datan del siglo XVIII, pero es a mediados del siglo XX, debido a su ubicación geográfica, que enlaza a Portoviejo y Manta, cuando presenta un acelerado crecimiento demográfico hasta establecer un significativo poblado urbano, que sería posteriormente, uno de los principales núcleos urbanos de la provincia. Es uno de los más importantes centros administrativos, económicos, financieros y comerciales de Manabí. Las actividades principales de la ciudad son el comercio, la transporte y el turismo.

## Historia
Se dice que Montecristi se formó durante los primeros años de la conquista española, posiblemente entre 1536 y 1537, con pobladores de Manta que abandonaron su pueblo huyendo de los ataques piratas. Entre los primeros pobladores aparece un señor de apellido "Criste", quien habría construido su casa en la cima del monte, por eso se cree que el lugar adquirió el nombre de Montecriste, que luego, por facilidad idiomática, terminó llamándose Montecristi.
Su origen como ciudad de la época republicana, está dado por el Acta Constituyente del primer ayuntamiento de Montecristi, el 6 de enero de 1822. Esta ciudad se extiende a las faldas del cerro de su propio nombre y se encuentra a cien metros, sobre el nivel del mar. Fue fundada en 1741 y en junio de 1824 fue elevada a la categoría de cabecera cantonal. Durante los primeros años de la república, fue capital de la provincia de Manabí, pero luego de un terrible incendio, que a mediados de 1867 la arrasó considerablemente, entregó, por decreto de Jerónimo Carrión, su categoría de capital a Portoviejo, que la conserva desde ese año.
Desde el 29 de noviembre de 2007, fue la sede de la Asamblea Constituyente.  Por ser el lugar de nacimiento de Eloy Alfaro, se construyó una serie de edificios históricos llamado Ciudad Alfaro.

## Política
Territorialmente, la ciudad de Montecristi está organizada en 5 parroquias urbanas, mientras que existen una parroquia rural con la que complementa el aérea total del Cantón Montecristi. El término "parroquia" es usado en el Ecuador para referirse a territorios dentro de la división administrativa municipal.
La ciudad de y el cantón Montecristi, al igual que las demás localidades ecuatorianas, se rige por una municipalidad según lo previsto en la Constitución de la República. El Gobierno Autónomo Descentralizado Municipal de Montecristi, es una entidad de gobierno seccional que administra el cantón de forma autónoma al gobierno central. La municipalidad está organizada por la separación de poderes de carácter ejecutivo representado por el alcalde, y otro de carácter legislativo conformado por los miembros del concejo cantonal.
La Municipalidad de Montecristi, se rige principalmente sobre la base de lo estipulado en los artículos 253 y 264 de la Constitución Política de la República y en la Ley de Régimen Municipal en sus artículos 1 y 16, que establece la autonomía funcional, económica y administrativa de la Entidad.

### Alcaldía
El poder ejecutivo de la ciudad es desempeñado por un ciudadano con título de Alcalde del Cantón Montecristi, el cual es elegido por sufragio directo en una sola vuelta electoral sin fórmulas o binomios en las elecciones municipales. El vicealcalde no es elegido de la misma manera, ya que una vez instalado el Concejo Cantonal se elegirá entre los ediles un encargado para aquel cargo. El alcalde y el vicealcalde duran cuatro años en sus funciones, y en el caso del alcalde, tiene la opción de reelección inmediata o sucesiva. El alcalde es el máximo representante de la municipalidad y tiene voto dirimente en el concejo cantonal, mientras que el vicealcalde realiza las funciones del alcalde de modo suplente mientras no pueda ejercer sus funciones el alcalde titular.
El alcalde cuenta con su propio gabinete de administración municipal mediante múltiples direcciones de nivel de asesoría, de apoyo y operativo. Los encargados de aquellas direcciones municipales son designados por el propio alcalde. Actualmente el Alcalde de Montecristi es Jonathan Toro, elegido para el periodo 2023 - 2027.

### Concejo cantonal
El poder legislativo de la ciudad es ejercido por el Concejo Cantonal de Montecristi el cual es un pequeño parlamento unicameral que se constituye al igual que en los demás cantones mediante la disposición del artículo 253 de la Constitución Política Nacional. De acuerdo a lo establecido en la ley, la cantidad de miembros del concejo representa proporcionalmente a la población del cantón.
El alcalde y el vicealcalde presiden el concejo en sus sesiones. Al recién instalarse el concejo cantonal por primera vez los miembros eligen de entre ellos un designado para el cargo de vicealcalde de la ciudad.

### División política
El cantón se divide en parroquias que pueden ser urbanas o rurales y son representadas por los Juntas Cívicas y Gobiernos Parroquiales, respectivamente,  ante la Alcaldía de Montecristi. El cantón tiene 5 parroquias urbanas y una rural:
Parroquias Urbanas
- Aníbal San Andrés
- Colorado
- General Alfaro
- Leónidas Proaño
- Montecristi

Parroquia Rural
- La Pila

## Turismo

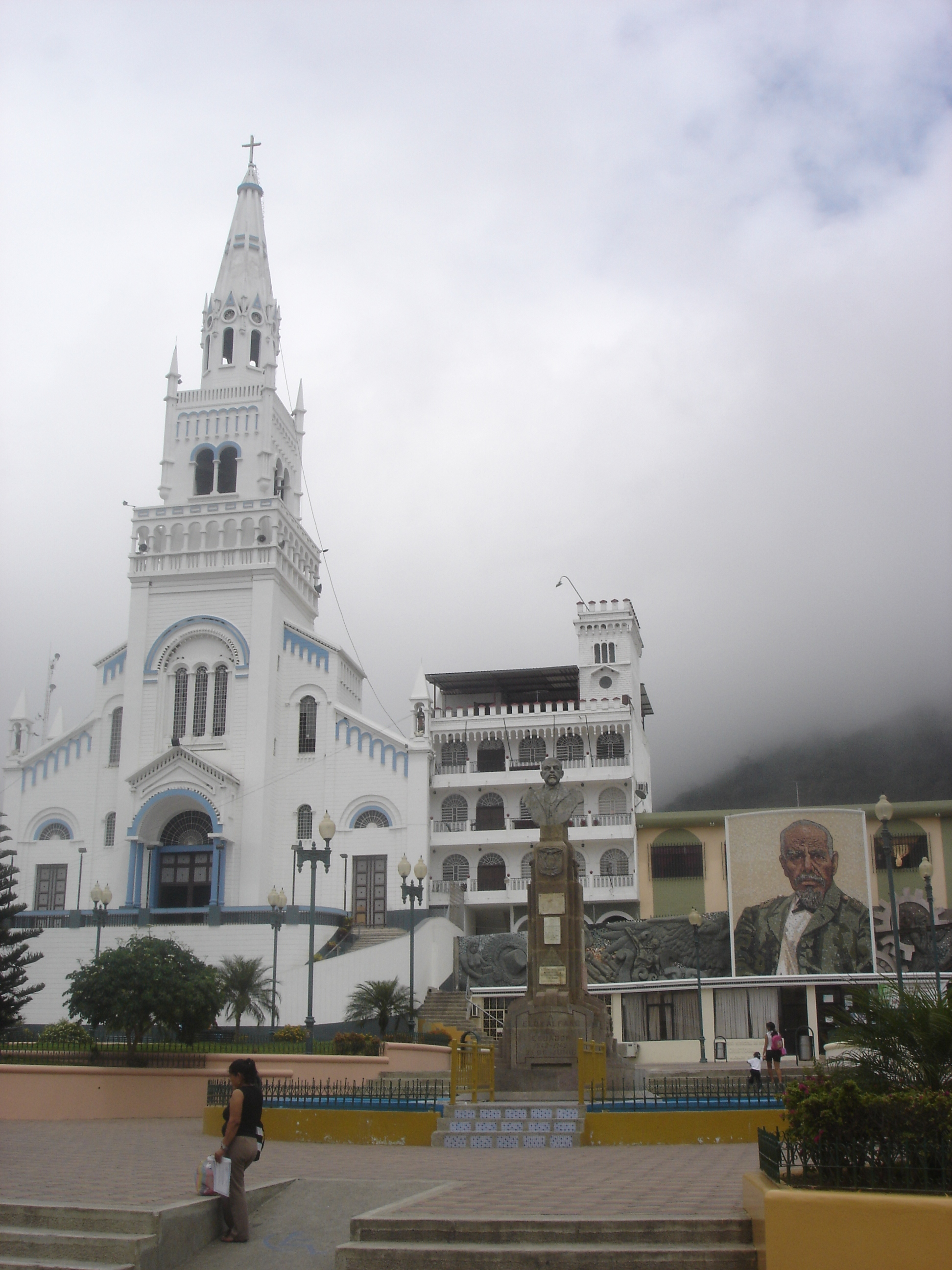
Iglesia de Montecristi

El turismo en una de las industrias más vitales de Montecristi y, en los últimos años, está en constante cambio. La ciudad se encuentra con una creciente reputación como destino turístico; a través de los años, Montecristi ha incrementado su oferta turística; actualmente, el índice turístico creció gracias a la campaña turística emprendida por el gobierno nacional, "All you need is Ecuador". El turismo de la ciudad se enfoca en su belleza natural, historia, gastronomía, destacando las roscas rojas, empanadas de verde y granizados; y también los deportes de aventura. 
El turismo de la ciudad se relaciona íntimamente con el resto del cantón; el principal atractivo del cantón es la naturaleza, dotada de una alta biodiversidad. A través de los años ha continuado con su tradición comercial, y actualmente en un proceso fundamentalmente económico, apuesta al turismo, reflejándose en los cambios en el ornato de la ciudad. 

### Atractivos turísticos
- El Cerro de Montecristi de 630 m s. n. m. Dentro de la Jurisdicción de Montecristi, está ubicada La Isla de la Plata a 23 km al occidente de la Costa Sur de Manabí, pertenece a Montecristi.
- Basílica Menor Virgen de Monserratt y el Monasterio del Carmen de Cristo Crucificado, que fue construido hace 17 años y es el hogar de las monjitas de clausura o enclaustradas como generalmente se las llama.
- Playas: Montecristi cuenta con playas hermosas como la Playa de San José, con su precioso manglar
- La Isla de la Plata y las vertientes naturales del Río de Caña y Camarón.
- Además del museo-mausoleo de Eloy Alfaro en Ciudad Alfaro

En lo religioso está considerando como la capital religiosa de Manabí y en el marco de la devoción cristiana es capaz de competir con las ciudades católicas más importantes de América. Aquí se levanta el santuario de la Virgen de Monserrate. La Santa Sede por decisión de su santidad Juan Pablo II la ha consagrado "basílica menor del mundo".[cita requerida] Más que una tradición es un movimiento de fe de un pueblo: “La peregrinación al Templo de la Virgen”.Se refiere esto al peregrinaje que realizan anualmente el pueblo manabita hacia Montecristi, en caminatas de algunos kilómetros de distancia desde su residencia, hasta el templo donde se encuentra la Virgen. 
Este acto de fe católica se lo realiza durante todo el mes de noviembre que es la fiesta de la virgen de Monserrate en el templo (Catedral de Montecristi) se reúnen centenares hasta miles de personas que motivado por la fe católica buscan en la Virgen el milagro deseado (cura de enfermedades, etc.) Es admirable el culto que se le rinde, durante más de 250 años y cada día crece más la veneración a la Virgen de Monserrate, en la provincia y en el país. Además del culto a la Virgen de Monserrate, en esa fecha se realiza diversas actividades en las calles de cantón, como comercio en general, bailes en las principales avenidas del cantón, exposiciones culturales, entre otros eventos de gran interés para los que visitan como los que residen en el pueblo.  

#### Sombreros

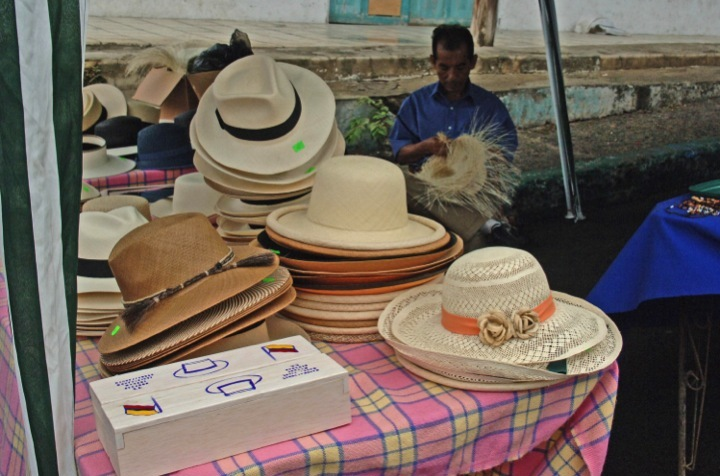
sombreros de paja toquilla

Tienen mucha fama los maravillosos sombreros de paja toquilla fabricados de manera artesanal con la palma Carludovica palmata. El 29 de noviembre de 2011, se oficializa por el Instituto Ecuatoriano de Propiedad Intelectual (IEPI), con la declaratoria de Denominación de Origen "Montecristi" a los sombreros de la zona.

#### El Santuario
El hermoso Santuario Nuestra Madre de Monserrat, abre sus puertas para recibir a los miles de fieles y devotos peregrinos nacionales y extranjeros, que diariamente acuden para venerar a la Santísima Virgen en este Templo Sagrado dedicado a ella y construido en su honor ante el milagro de su llegada a nuestra querida tierra, Montecristi, en la provincia de Manabí, el pueblo donde ella eligió quedarse y cubrirlo con sus bendiciones y su amor, aunque el emperador Carlos V se la había obsequiado al convento de mercedarios del pueblo de Portoviejo. 
En el cual se participa con fe y devoción en las celebraciones diarias y en las Fiestas Patronales en honor a Nuestra Madre de Monserrat, que se celebra todos los años en el mes de noviembre, en donde el día 21 se hace una procesión en honor a ella en donde cada año llegan miles de feligreses.

## Transporte
El transporte público es el principal medio transporte de los habitantes de la ciudad, tiene un servicio de bus público urbano en expansión, el cual no es amplio y está conformado por pocas empresas de transporte urbano. La tarifa del sistema de bus es de 0,30 USD, con descuento del 50% a grupos prioritarios (menores de edad, adultos mayores, discapacitados, entre otros). Además existen los buses interparroquiales e intercantonales para el transporte a localidades cercanas.
Gran parte de las calles de la ciudad están asfaltadas o adoquinadas, aunque algunas están desgastadas y el resto de calles son lastradas, principalmente en los barrios nuevos que se expanden en la periferia de la urbe.

### Avenidas importantes
- Eloy Alfaro
- Bolívar
- Manta
- 9 de julio
- 10 de agosto

## Economía
Montecristi es una ciudad de amplia actividad comercial. La ciudad uno de los principales centros económicos y comerciales de la provincia de Manabí. Alberga grandes organismos financieros y comerciales del país. Su economía se basa en el comercio, el transporte y el turismo. Los principales ingresos de los montecristenses son el comercio formal e informal, los negocios, el transporte y las artesanías; el comercio de la gran mayoría de la población consta de pymes y microempresas, sumándose de forma importante la economía informal que da ocupación a miles de personas.
La actividad comercial y los beneficios que brindan se ven también a nivel corporativo, las oportunidades del sector privado al desarrollar modelos de negocios que generen valor económico, ambiental y social, están reflejadas en el desarrollo de nuevas estructura, la inversión privada ha formado parte en el proceso del crecimiento de la ciudad, los proyectos inmobiliarios, urbanizaciones privadas, y oficinas, han ido en aumento, convirtiendo a la ciudad en un punto estratégico y atractivo para hacer negocios en la provincia.  La vía más importante de la ciudad es la denominada avenida metropolitana Eloy Alfaro, a lo largo de la cual se asientan los principales centros comerciales que dinamizan la economía del área urbana. 
El Sombrero de Montecristi es un tipo de sombrero de paja toquilla protegido por una denominación de origen.

## Medios de comunicación
La ciudad posee una red de comunicación en continuo desarrollo y modernización. En la ciudad se dispone de varios medios de comunicación como prensa escrita, radio, televisión, telefonía, Internet y mensajería postal. En algunas comunidades rurales existen telefonía e Internet satelitales.
- Telefonía: Si bien la telefonía fija se mantiene aún con un crecimiento periódico, esta ha sido desplazada muy notablemente por la telefonía celular, tanto por la enorme cobertura que ofrece y la fácil accesibilidad. Existen 3 operadoras de telefonía fija, CNT (pública), TVCABLE y Claro (privadas) y cuatro operadoras de telefonía celular, Movistar, Claro y Tuenti (privadas) y CNT (pública).

- Radiofusión: Dentro de esta lista se menciona una gran cantidad de sistemas radiales de transmisión nacional y local e incluso de provincias vecinas.

- Medios televisivos: La mayoría son nacionales, aunque se ha incluido canales locales recientente. El apagón analógico se estableció para el 31 de diciembre de 2018.

## Deporte
La Liga Deportiva Cantonal de Montecristi es el organismo rector del deporte en todo el Cantón Montecristi y por ende en la urbe se ejerce su autoridad de control. El deporte más popular en la ciudad, al igual que en todo el país, es el fútbol, siendo el deporte con mayor convocatoria. El Galácticos Fútbol Club, es el único equipo montecristense activo en la Asociación de Fútbol No Amateur de Manabí, que participa en la Segunda Categoría de Manabí. Al ser un cantón pequeño en la época de las fundaciones de los grandes equipos del país, Montecristi carece de un equipo simbólico de la ciudad, por lo que sus habitantes son aficionados en su mayoría de los clubes guayaquileños: Barcelona Sporting Club y Club Sport Emelec. Y del  Delfín Sporting Club de Manta. A su vez, hay una pequeña cantidad de hinchas de Liga de Portoviejo
El principal recinto deportivo para la práctica del fútbol es el Estadio Metropolitano de Montecristi. Está ubicado en la avenida Simón Bolívar. Es usado mayoritariamente para la práctica del fútbol, y allí juega como local el Galácticos Fútbol Club; tiene capacidad para 1.500 espectadores. El estadio es sede de distintos eventos deportivos a nivel local, así como es escenario para varios eventos de tipo cultural, especialmente conciertos musicales.